# Calamus klossii
Calamus klossii är en enhjärtbladig växtart som beskrevs av Henry Nicholas Ridley. Calamus klossii ingår i släktet Calamus och familjen Arecaceae. Inga underarter finns listade i Catalogue of Life.